# Tornac
Tornac är en kommun i departementet Gard i regionen Occitanien i södra Frankrike. Kommunen ligger i kantonen Anduze som tillhör arrondissementet Alès. År 2022 hade Tornac 944 invånare.

## Befolkningsutveckling
Antalet invånare i kommunen Tornac
Referens:INSEE